# Lex Luger (productor musical)
Lexus Arnel Lewis (6 de marzo de 1991), conocido profesionalmente como Lex Luger, es un productor musical estadounidense. Cofundó el equipo de producción de hip hop estadounidense 808 Mafia junto a Southside .  Es miembro del dúo de producción de hip hop Low Pros, junto a A-Trak, y de VABP (Virginia Boyz Productionz), un grupo de hip hop que fundó en la escuela secundaria.

## Estilo de producción e influencias
Luger utiliza la estación de trabajo de audio digital FL Studio, junto con complementos VST instalados personalizados, para componer sus ritmos. También ha incorporado estaciones de trabajo de producción musical como Maschine y Pro Tools. Se ha hecho conocido por utilizar su característico efecto de acumulación de sonido electrónico al principio y a lo largo de sus producciones. Algunas de sus influencias musicales los productores Dr. Dre, Shawty Redd, D. Rich, Drumma Boy, Jazze Pha, el dúo de producción de hip hop The Heatmakerz, el rapero Juicy J, su antiguo grupo Three Six Mafia, y el grupo de rap de Harlem The Diplomats.   Él mismo describe el proceso creativo de hacer que sus ritmos surjan de su "dolor" interior, sacando a relucir el estrés y derramando su corazón cuando compone sus ritmos.   
Luger es conocido por su fuerte adherencia al sonido trap de Atlanta haciendo uso del bombo Roland TR-808, líneas de sintetizador siniestras e improvisaciones "amenazantes".  Luger es conocido por su confluencia musical al combinar grandilocuentes instrumentos orquestales y sintetizadores espeluznantes con sonidos urbanos de hip hop callejero. Desde su entrada a la industria del hip hop, produce con un enfoque más diverso, incorporando ritmos pop, R&B y electrónicos, como una desviación creativa de su sonido trap tradicional. 
El origen de su nombre artístico proviene del luchador profesional estadounidense de la WCW y la WWE Lex Luger y de la pistola Luger.[cita requerida]

## Premios y nominaciones
| Año  | Premios    | Categoría         | Nominado /trabajo | Resultado |
| ---- | ---------- | ----------------- | ----------------- | --------- |
| 2011 | BET Awards | Productor del año | Lex Luger         | Ganadora  |